# Pippo Spano

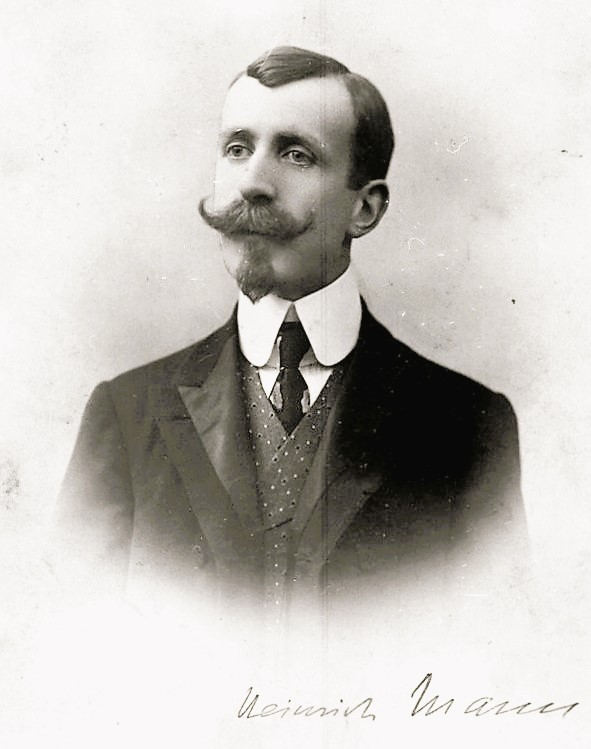
Heinrich Mann (dieses Foto wurde auch auf dem Frontcover seines Pippo Spano verwendet.)

Pippo Spano ist eine Novelle von Heinrich Mann, die – im Frühjahr 1903 in Florenz geschrieben – im Dezember 1904 in der Sammlung Flöten und Dolche bei Albert Langen in München erschien. Der Schriftsteller Mario Malvolto möchte tapfer sein wie weiland sein Idol, der Türkenbezwinger (im Text "Türkensieger") Pippo Spano (Philippo Scolari). Der Modeliterat wird aber als Mörder verschrien.

## Zeit und Ort
Die Handlung kann in die nähere Umgebung von Florenz um die Wende zum 20. Jahrhundert angesiedelt werden.

## Handlung

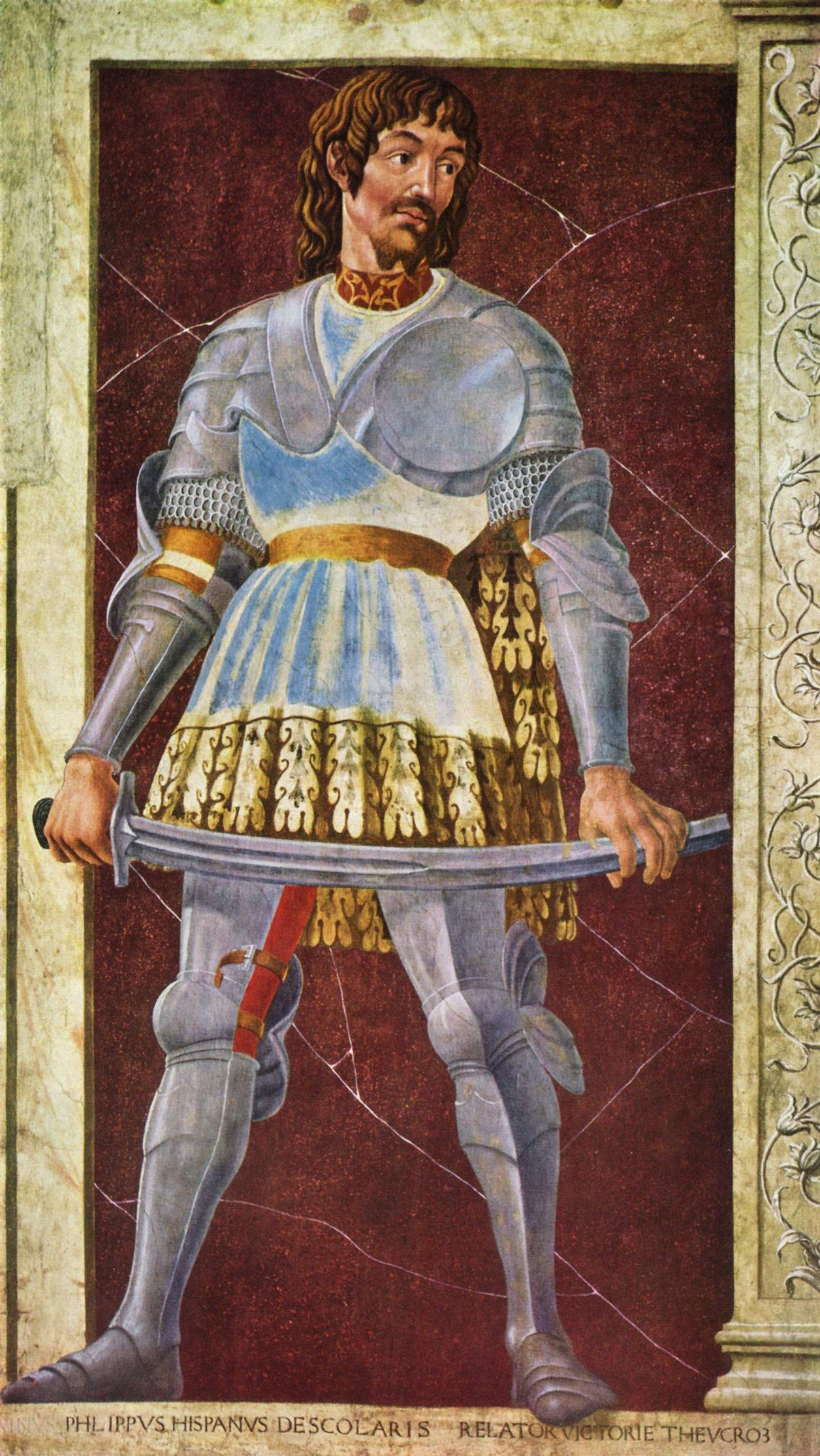
Wandbild, zu dem Malvoto spricht: Der Condottiere Pippo Spano, gemalt von Andrea del Castagno um 1450

In einer Mondnacht lässt sich Malvolto von Florenz in das nahe gelegene Städtchen Settignano durch eine Landschaft kutschieren, in der „die Blütenbäume weithin im bleichen Lichte“ schwimmen. Daheim angekommen, hält der Literat Zwiesprache mit Pippo Spano, genauer mit dem Bildnis des Condottiere an der Wand über dem Schreibtisch. Der Schriftsteller schimpft sich einen Neurastheniker, der in seinem Zwang zur Größe so ein Gewissen brauche wie der Söldnerführer auf dem Bildnis an der Wand. Malvoltos Anspruch ist kein geringer. Soll doch die Kunst dem „unzulänglichen Spätgeborenen ein zweites, mächtigeres Leben schaffen“. In seinem „melancholischen Stolz“ fühlt er jedoch, dass sein Werk nicht durch Kraft geschaffen wurde, sondern bloß durch den „Willen zu ihr“. Ungeduldig fragt Malvolto nach dem Lohn: Wozu dient der Ruhm, „wenn er nicht Liebe einträgt“. Gemeint ist die Liebe zu der 17-jährigen schönen Contessina Gemma Cantoggi aus Florenz. Das junge Mädchen kommt zu dem Schriftsteller nach Settignano. Es betet ihn an. Er, dem „die Welt nur Stoff ist, um Sätze daraus zu formen“, schläft zum wiederholten Male mit ihr. Ein Grund: Der niederträchtige Malvolto, selber schwach, „muß in schöne, starke Menschen“ – wie Gemma oder auch Pippo Spano – „eindringen“. Nach dem Genusse aber möchte er das Mädchen „in Bälde los sein“. So weit ist es aber noch nicht ganz. Während Malvolto auf Gemma wartet, muss sich der Skribent seine unerklärliche Schreibhemmung eingestehen. Zwar fühlt er, Gemma hat aus ihm einen Menschen gemacht, zwar denkt er die allergrößten Gedanken – der Künstler zwinge sich der Welt auf mit der Ausschweifung, „die Kunst heißt“ – doch das halb fertige Manuskript in der Schreibtischschublade bleibt unberührt. Das die Nerven zermürbende Warten hat ein Ende. Gemma kommt wieder. Die blutjunge Frau, die in Malvolto zuerst den Künstler verehrt, nötigt ihn mit Nachdruck zum Weiterschreiben. Es kommt dabei nichts Gescheites heraus. Malvolto verbrennt sein Manuskript und setzt Gemma ins Bild. Es gibt nur noch die Liebe zwischen den beiden „und dann kommt der Tod“. Denn starke Menschen, zu denen sich Malvolto neben Gemma und Pippo Spano zählen möchte, sterben „auf einmal“.
Gemma nimmt den furchtbaren Todesgedanken auf. Beim letzten Treffen – unter dem Bildnis Pippo Spanos – eröffnet sie Malvolto: „Lieber, wir müssen sterben.“ Der äußere Anlass: Gemma wurde auf Malvoltos Terrasse nackt abgelichtet. Das fotografische Werk des voyeuristischen Zaungasts findet in Florenz Absatz. Malvolto bringt zunächst ein paar Ausflüchte vor, erdolcht dann aber Gemma in einem entsetzlichen Blutrausch, „ehe sie es erwartet hatte“. Als die sterbende Gemma mit Blicken fordert, dass nun Malvolto, wie angekündigt, Hand an sich legt, denkt der Feigling: ’Was geht das Geschick dieser Sterbenden mich an!' und zögert, bis Gemma „Mörder!“ schreit und stirbt.
Malvoltos Erkenntnis kommt zu spät. Er wollte hinscheiden „wie Starke sterben: auf einmal“ und muss sich nun zu den Schwachen zählen. Dazu passt seine Schuldzuweisung. Pippo Spano an der Wand, ein Starker, habe Malvolto, den „steckengebliebenen Komödiant“, verführt.

## Zitat
Malvolto zu Pippo Spano: Große Kunstwerke haben so leuchtende Höhen nur, weil sie so grausige Tiefen haben.

## Form
Der Leser muss aufpassen. Immer, wenn wörtliche Rede in einfachen Anführungszeichen geschrieben steht, denkt Malvolto. Oder aber der Literat spricht an dem Falle mit Pippo Spano, der mehr oder weniger unbeteiligt vom Bildnis herabschaut bzw. ab und zu auch antwortet – natürlich nur in Gedanken.

## Selbstzeugnis
- „Pippo Spano“ schrieb ich 1903 in Florenz in einem lieblichen Frühling, als ich am Lungaro delle Grazie wohnte, inmitten des besten Florenz.[5]

## Anklage
1917 war die Novelle in München Auslöser für ein Verfahren wegen „Verbreitung unzüchtiger Schriften“. Der Autor entging der Verurteilung wegen Verjährung.

## Rezeption
- Rilke ist im März 1916 in einem Brief an Lou Albert-Lasard voll des Lobes – bewundert die „außerordentlich beherrschte Kunst“ des Autors und stellt ihn gar über Flaubert.[7]
- Paul Block[8] geht am 14. Mai 1917 im Berliner Tageblatt auf die Novelle ein.[9]
- Für lange Zeit hielt Heinrich Mann die Novelle für seine bedeutendste.[10]
- In der Novelle spuke Nietzsches Begriffswelt.[11]
- Malvolto ist „ein charakterlicher Schwächling, der sich in Stärke hineinzuspielen sucht“.[12]
- Der Literat Malvolto sei Heinrich Manns Antwort auf „Nietzsches skeptische Sicht auf den Künstler als Komödianten“.[13]
- Mehrere Rezensenten heben die natürliche Frische Gemmas hervor. So wurde z. B. „der Kindfrau [Gemma] in der Literatur des Fin de siècle eine unschuldige sexuelle Naturgewalt zugestanden“.[14]
- Koopmann[15] weist auf eine der Begabungen des Autors hin – die Fähigkeit des dramatischen Erzählens; also das Hinstellen wirklichen Lebens ohne unnötiges Beiwerk.
- Aus Gemma spreche – meint Heide Eilert[16] – bald wie im Marmorbild die Aphrodite-Persephone, die Venus-Libidina.[17] Der doch eigentlich schwache Malvolto, wie er die „Kraft“ Pippo Spanos „anbete“, erinnere sowohl an d’Annunzio als auch an Nietzsches Bild vom Künstler als „Vampyr“.[18] Es sieht so aus, als verfolge Pippo, von seinem Bildnis an der Wand herabblickend, sämtliche Aktivitäten Malvoltos voller Ironie.[19] Der Text lässt sich als Auseinandersetzung Heinrich Manns mit dem Renaissancismus lesen.[20] In seiner Schrift Der Renaissancekult um 1900 und seine Überwindung[21] habe Walther Rehm im Jahr 1929 den Spieß umgedreht; also sich genau diesbezüglich ausgeklügelt zum Heinrich-Mann-Gegner profiliert.[22]

## Anmerkung
1. ↑  
Pippo Spano ist einer der Namen, unter denen Philippo Scolari in Italien bekannt ist.